# Dinera meridionalis
Dinera meridionalis är en tvåvingeart som beskrevs av Zhang, Wang och Liu 2006. Dinera meridionalis ingår i släktet Dinera och familjen parasitflugor.
Artens utbredningsområde är Sri Lanka. Inga underarter finns listade i Catalogue of Life.